# Tsjecho-Slowaakse hockeyploeg (vrouwen)
De Tsjecho-Slowaakse hockeyploeg voor vrouwen was de nationale ploeg die Tsjecho-Slowakije vertegenwoordigde tijdens interlands in het hockey.

## Erelijst Tsjecho-Slowaakse hockeyploeg
| Jaar | Champions Trophy | Europees kampioenschap | Olympische Spelen | Wereldkampioenschap    | Hockey World League Hockey Pro League |
| ---- | ---------------- | ---------------------- | ----------------- | ---------------------- | ------------------------------------- |
| 1971 |                  |                        |                   | geen deelname IFWHA WK |                                       |
| 1972 |                  |                        |                   | geen deelname          |                                       |
| 1974 |                  |                        |                   | geen deelname          |                                       |
| 1975 |                  |                        |                   | geen deelname IFWHA WK |                                       |
| 1976 |                  |                        |                   | geen deelname          |                                       |
| 1978 |                  |                        |                   | 9e WK 1978 Madrid      |                                       |
| 1979 |                  |                        |                   | geen deelname IFWHA WK |                                       |
| 1980 |                  |                        | OS 1980 Moskou    |                        |                                       |
| 1981 |                  |                        |                   | geen deelname          |                                       |
| 1983 |                  |                        |                   | geen deelname          |                                       |
| 1984 |                  | 9e EK 1984 Rijsel      | geen deelname     |                        |                                       |
| 1985 |                  |                        |                   |                        |                                       |
| 1986 |                  |                        |                   | geen deelname          |                                       |
| 1987 | geen deelname    | geen deelname          |                   |                        |                                       |
| 1988 |                  |                        | geen deelname     |                        |                                       |
| 1989 | geen deelname    |                        |                   |                        |                                       |
| 1990 |                  |                        |                   | geen deelname          |                                       |
| 1991 | geen deelname    | geen deelname          |                   |                        |                                       |
| 1992 |                  |                        | geen deelname     |                        |                                       |
| 1993 | geen deelname    |                        |                   |                        |                                       |